# 源興基
源 興基（みなもと の おきもと）は、平安時代前期の皇族・公卿。仁明天皇の孫で、弾正尹・人康親王の長男。官位は正四位下・参議。もと興基王と名乗るが、臣籍降下して仁明源氏となる。

## 経歴
貞観8年（866年）二世王の蔭位により従四位下に直叙され、翌貞観9年（867年）侍従に任ぜられる。貞観12年（870年）信濃権守、貞観13年（871年）播磨権守と清和朝後半にかけては地方官を務め、この間の貞観16年（874年）には従四位上に昇叙されている。
貞観18年（876年）弾正大弼に転じると、翌貞観19年（877年）左馬頭と陽成朝では京官を務める。元慶4年（880年）2月には源朝臣姓を与えられて臣籍降下しているが、この時は子女の取り扱いに疎漏があり、同年6月に改めて子女3名が臣籍降下している。元慶5年12月（882年1月）左近衛権中将に任ぜられ、元慶6年（882年）蔵人頭を兼ねるなど、陽成朝後半は要職を歴任した。
元慶8年（884年）2月の陽成天皇退位に伴ない蔵人頭を去り、同年11月に正四位下に昇叙。宇多朝の寛平3年（891年）参議兼宮内卿に任ぜられて公卿に列すが、同年9月10日薨去。享年47。最終官位は参議宮内卿正四位下。

## 官歴
- 貞観8年（866年） 正月7日：従四位下（直叙）
- 貞観9年（867年） 正月12日：侍従
- 貞観12年（870年） 正月25日：信濃権守
- 貞観13年（871年） 正月29日：播磨権守[2]
- 貞観16年（874年） 正月7日：従四位上[2]
- 貞観18年（876年） 2月15日：弾正大弼[2]
- 貞観19年（877年） 正月15日：左馬頭[2]
- 元慶4年（880年） 2月8日：臣籍降下（源朝臣姓）。6月21日：子女が臣籍降下（源朝臣姓）。10月7日：伊予守
- 元慶5年（881年） 12月13日：左近衛権中将[2]
- 元慶6年（882年） 2月3日：兼備前守。2月：蔵人頭[3]
- 元慶8年（884年） 2月4日：去蔵人頭（譲位）[4]。11月25日：正四位下
- 仁和3年（887年） 2月17日：兼伊勢権守
- 寛平3年（891年） 正月30日?：止伊勢守[4]。3月19日：参議[2]。4月11日：宮内卿[2]。9月10日：薨去[5]

## 系譜
- 父：人康親王[6]
- 母：不詳
- 生母不詳の子女
  - 男子：源忠相[7]
  - 男子：源敏相[7]
  - 女子：源宜子[7] - 清和天皇女御